# Patrice Gueniffey
Patrice Gueniffey (nascut el 1955) és un historiador francès. És un especialista en estudis napoleònics i la Revolució Francesa i director de l'École des hautes études en sciences sociales.

## Biografia
Gueniffey es doctorà en Història el 1989 amb una tesi sobre el sufragi durant la Revolució Francesa i fou contractat per l'École des hautes études en sciences sociales (EHSS), on ha estat catedràtic des del 2001. Des del 2006 fins al 2008 dirigí el Centre de Recerca Política Raymond Aron, fundat per François Furet, de qui era deixeble.
Fou col·laborador del Dictionnaire critique de la révolution française, editat per Furet i Mona Ozouf el 1988. Publicà monografies dedicades a eleccions en el període revolucionari i el Regnat del Terror. Pel que fa a l'època napoleònica, edità les reedicions crítiques de la biografia de Napoleó de Jacques Bainville i les memòries napoleòniques de Jean-Antoine Chaptal, a més de publicar una monografia dedicada al cop d'estat del 18 de brumari. El 2013 publicà Bonaparte, la primera part d'una obra de dos volums sobre Napoleó, que tingué una excel·lent acollida crítica.
En un article publicat en la revista Le Point, criticà la pel·lícula Napoleon per reescriure la història amb un biaix «molt antifrancès i molt probritànic».

## Premis i distincions
El 2013 fou guardonat amb el Grand prix de la biographie politique, amb una dotació de 10.000 euros, per Bonaparte. Aquell mateix any, la Fondation Napoléon li concedí el seu Grand Prix per Bonaparte. El 2014 guanyà el Gran Premi Gobert. El 2017 fou guardonat amb el Prix Montaigne de Bordeaux.